# منظمة المراسل الدولي

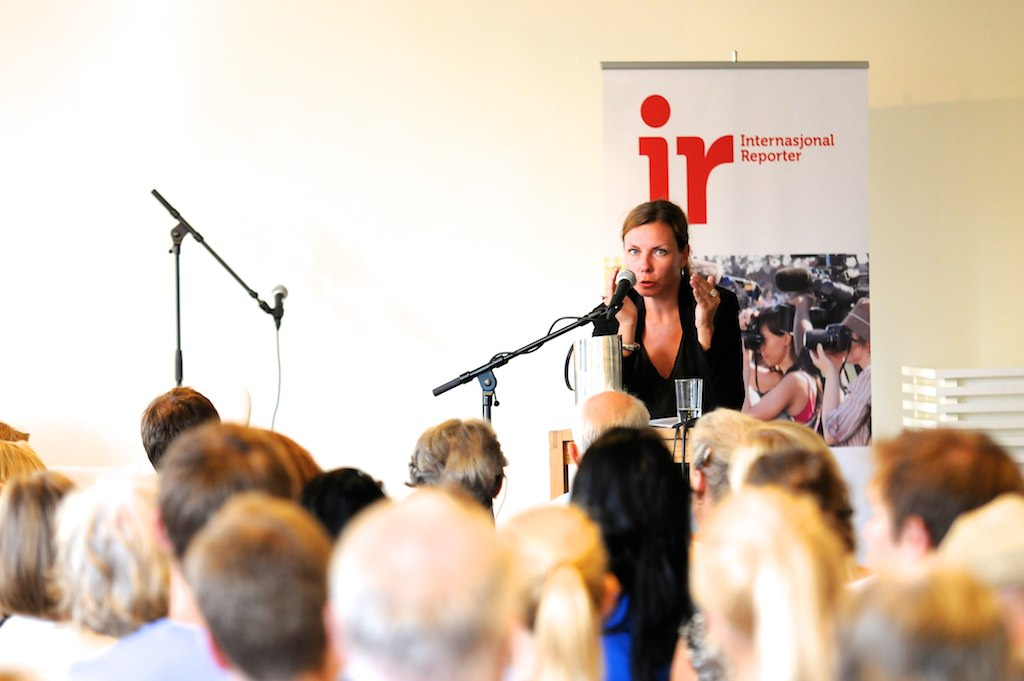
الصحفية والكاتبة السويدية تيريسي كريستيانسون تلقي كلمة حول تقاريرها كمراسلة في أفغانستان. الندوة التي شاركت فيها تم ترتيبها من قبل منظمة المراسل النرويجي الدولية غير الحكومية وعقدت في بيت الأدب في أوسلو، النرويج.

المراسل الدولي (IR) (النرويجية:Internasjonal Reporter) هي منظمة غير حكومية نرويجية تعمل على تحسين وتوسيع التغطية الإعلامية النرويجية لأفريقيا وآسيا وأمريكا اللاتينية، وتشجع على التعاون الصحفي عبر الحدود وكذلك استخدام مصادر غير الغربية.
تأسست المنظمة في عام 1987 كمنتدى للصحافة التنموية من قبل العلماء في المدرسة النرويجية للصحافة والباحثين والصحفيين، يقع مقر المنظمة في أوسلو، النرويج.

## منتدى صحافة التنمية
تدير منظمة المراسل الدولي قاعدة بيانات باللغة الإنجليزية تسمى،(International Resource Network (IRN)،  يحتوي على ملفات تعريف للصحفيين والمصورين الصحفيين والباحثين وعمال الإغاثة والخبراء الميدانيين وموظفي الإعلام العاملين في العالم النامي أو في الأمور التي تهمه، المجموعة المستهدفة الرئيسية لـ IRN هي الصحفيون النرويجيون، على الرغم من أن قاعدة البيانات يمكن أن تكون ذات صلة أيضًا بالعاملين في إطار المساعدة التنموية أو الأعمال التجارية أو المنظمات، والذين يبحثون عن شركاء للتعاون أو الأشخاص ذوي الخبرة في بلدان الجنوب.

## جائزة الصحافة
تُمنح جائزة الصحافة الدولية للمنتج الصحفي الجذاب على قضية دولية تتعلق بشكل خاص بأفريقيا أو آسيا أو أمريكا اللاتينية.
تم تقديم الجائزة لأول مرة في عام 2012، ثم تم منحها إلى Inger Sunde وHarald Eraker عن فيلم "Connecting people"، وهو فيلم وثائقي مهم حول صناعة الهواتف المحمولة، تم بثه على NRK Brennpunkt.
حصلت مراسلة أفتنبوستن في جنوب آسيا كريستين سولبرغ على الجائزة في عام 2011.  

## وصلات خارجية
- Official site (in English)